# خافيير أغوادو
خافيير أغوادو (بالإسبانية: Xavi Aguado) هو لاعب كرة قدم إسباني، ولد في 5 يونيو 1968 في بادالونا في إسبانيا. شارك مع منتخب كاتالونيا لكرة القدم. أما مع النوادي، فقد لعب مع ريال سرقسطة ونادي ساباديل.

## وصلات خارجية
- خافيير أغوادو على موقع الاتحاد الأوربي (الإنجليزية)
- خافيير أغوادو على موقع قاعدة بيانات كرة القدم.إي يو (الإنجليزية)